# جیسون کاتیمز
جیسون کاتیمز (انگلیسی: Jason Katims؛ زادهٔ ۳۰ نوامبر ۱۹۶۰) تهیه‌کننده، فیلم‌نامه‌نویس و نمایشنامه‌نویس اهل ایالات متحده آمریکا است.
وی همچنین برندهٔ جوایزی همچون جوایز امی ساعات پربیننده شده‌است.